# Lu (banda)
Lu fue un dueto mexicano de pop melódico conformado por Mario Sandoval y Paty Cantú ambos de Guadalajara, México. El dúo saltó a la fama en el 2004, hasta su separación en el 2007 por serias diferencias entre ambos integrantes. Lograron grabar dos discos; Lu (2004) y Álbum (2006). Ambos consiguieron disco de platino y disco de oro, respectivamente, por la Asociación Mexicana de Productores de Fonogramas y Videogramas.
Tuvieron un éxito moderado en el mundo de habla hispana, con canciones como «La vida después de ti», «Por besarte», «Duele», «Una confusión», «Será», «Si tú me quisieras», entre otros. El sonido de su música fue similar al de artistas y bandas como Aleks Syntek, Sin Bandera, Mecano o Sentidos Opuestos. 
Paty estaba estudiando derecho, pero se cambió a la música cuando firmaron con Warner Music México. Mario comenzó a escribir letras a la edad de 6 años cuando escribió una canción llamada «Teresa». Su álbum debut lleva su nombre y fue producido por Áureo Baqueiro, productor de artistas como Natalia Lafourcade, Kabah y Moenia. Sus vídeos tuvieron buena acogida en plataformas como MTV, Telehit y Ritmoson Latino, entre otros. Realizaron una ReEdición de su álbum debut que tiene un cover de la canción de Alejandro Sanz «Viviendo deprisa».
También fueron exitosos en Brasil porque su canción «Por besarte» se mostró en Rebelde. Su álbum debut fue lanzado en mayo de 2006. Vendiendo más de 30 000 copias en ese país y obtuvo disco de oro. Las descargas del ringtone alcanzaron el puesto número dos. Tras varios rumores, finalmente, el 7 de agosto de 2007 se confirmó que el dúo se despediría de los escenarios. Mario afirmó que el motivo de la separación fueron las diferencias personales y profesionales entre él y Paty. Paty declaró entonces que la separación era definitiva. Su último concierto fue en octubre de ese mismo año en Reynosa, México.

## Historia

### 1996–2005: Primeros años yLu

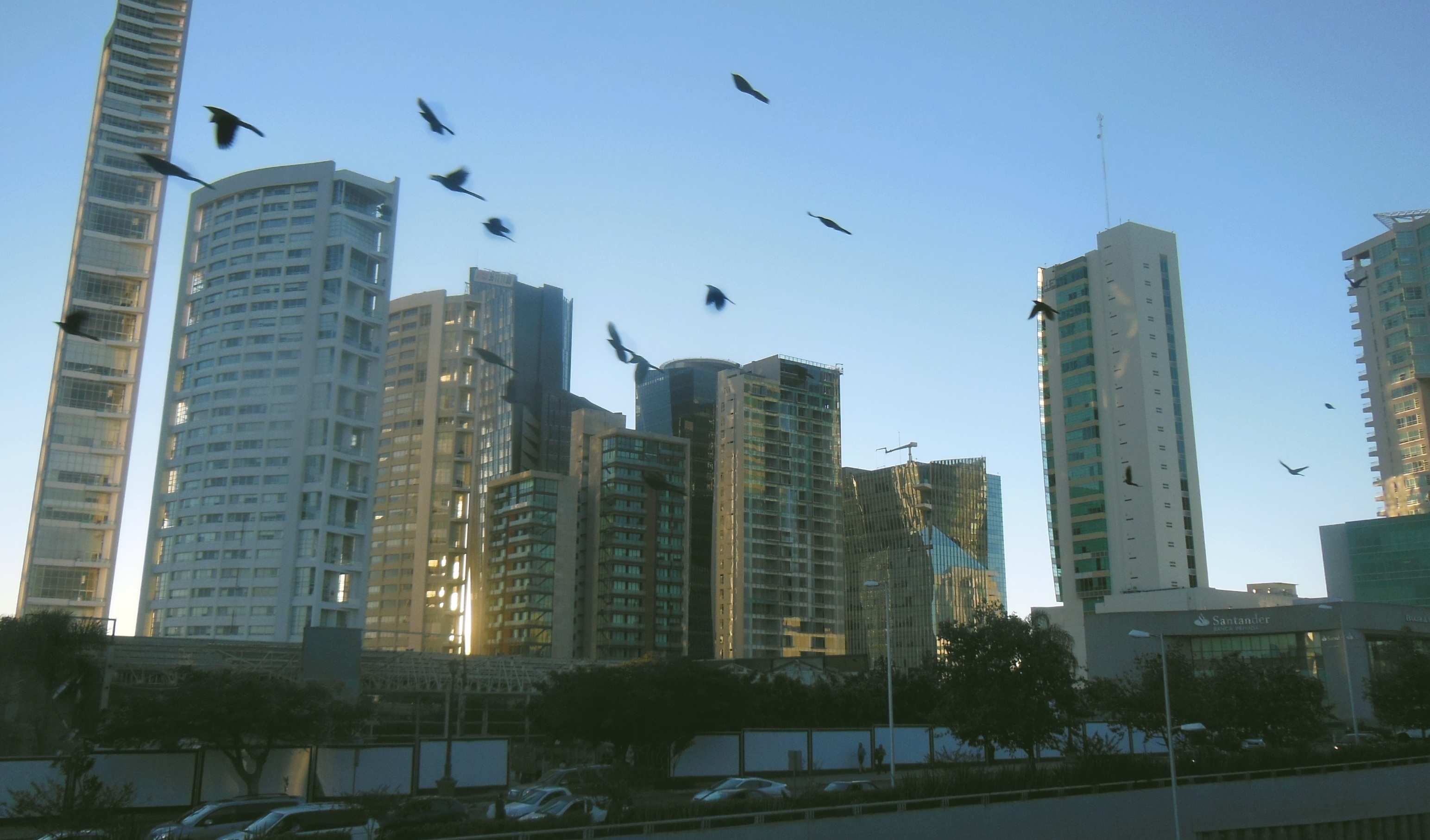
Guadalajara, México, ciudad donde el dúo fue creado.

El grupo se formó en 1996. Ambos integrantes tenían influencias musicales desde pequeños, generalmente por el uso de la guitarra, instrumento que solían compartir. Ambos se conocieron dentro de un grupo colegial musical. En 1999 decidieron enviar un demo a Warner Music México de una canción compuesta principalmente por Mario, siendo aceptados por dicha casa productora. Así, en el 2004 lanzaron su primer producción titulada Lu, la cual incluye diez canciones compuestas por ellos mismos. El álbum tuvo participaciones en la producción por parte de Áureo Baqueiro, Natalia Lafourcade, Moenia, entre otros.
El tema «Una confusión» fue el que los llevó a la fama en el 2004, siendo reconocidos en México y gran parte de América Latina. Después lanzaron el tema «Por besarte» el cual fue el éxito definitivo en su carrera, este tema fue utilizado de fondo en la telenovela Rebelde en la cual el dueto también participó. 
Para terminar con su primer disco lanzaron un último sencillo, el tema «Será», el cual también tuvo buena recepción. Mientras preparaban su próximo disco lanzaron una edición especial limitada titulada E.E. 2005 la cual incluye un CD con los diez temas del disco además de las versiones remix de los cuatro sencillos, una versión acústica de «Una confusión» y la versión de la canción de Alejandro Sanz, «Viviendo de prisa» además de un DVD con los cuatro vídeos y las pistas karaoke de los mismos.

### 2006–2007:Álbumy disolución
En el 2006, Lu regresó con un nuevo sencillo, lanzado el 21 de agosto de 2006, llamado «La vida después de ti», el cual se desprendió del segundo álbum del dueto titulado Álbum. Éste salió a la venta el 26 de septiembre de 2006, y el vídeo del primer sencillo fue grabado el 8 de agosto de 2006 en la Ciudad de México. Dicho vídeo fue estrenado en los principales canales el lunes 28 de agosto de 2006. En el 2007, Lu lanzó su segundo sencillo titulado «Si tú me quisieras». El vídeo fue estrenado el 2 de febrero de 2007. Y la canción se escuchó en la radio desde el 25 de enero de 2007. Durante el mes de junio de 2007, se rumoró en diversos medios de comunicación el supuesto final del grupo. Programas como El gordo y la flaca, Los 40 Principales, Ventaneando, La oreja y otros la consideraron como una noticia relevante, pero inmediatamente fueron desmentidos por Mario: «Somos nosotros dos, cuando alguno de nosotros quiera retirarse, el proyecto se acaba, porque nadie sustituye a nadie».
Después de tantos rumores, finalmente, el 7 de agosto de 2007 se confirmó la noticia a través de los textos realizados por el periodista Poncho Vera en el periódico La Crónica que el dueto decidió separarse.
| «Este dueto pintaba para hacer música que se ganara un lugar en la historia del pop en español. Adiós al sueño. ¿Por qué se separan?, creo que por motivos personales, lo que, sinceramente será cosa de ellos. Se quedan dos muy buenos discos, de los mejores en pop que han salido al mercado en los últimos años. También, habrá que decirlo se queda una sensación de una historia incompleta, inconclusa»—Poncho Vera (La crónica) |

No obstante aún quedaban fechas de presentaciones por realizar en varios lugares de la República Mexicana. Poco después Mario dio declaraciones a la prensa en la que dejó claro que la causa de su separación era porque; sus intereses tanto personales como profesionales eran cada vez más distintos. Las diferencias entre los dos eran ya irreconciliables pues ambos disputaban el control sobre las decisiones y el rumbo que debía tomar el dueto pero principalmente por el control de las ganancias económicas que generaban.
Paty, mencionó que la separación de ella y Mario, era definitiva, pues ella previo a la separación ya se había reunido con personas del medio para preparar su lanzamiento como solista. 
Su último concierto como dueto fue en la ciudad de Reynosa, Tamaulipas. Al año siguiente el 7 de julio de 2008 Paty Cantú lanzó el sencillo «Dos palabras», incluido en el álbum 17, de la banda mexicana Motel a dúo con la cantante. Más tarde el 8 de septiembre de 2008 lanzó el primer sencillo de su álbum debut como solista que se tituló «Déjame ir». El 27 de enero de 2009 lanzó su primer disco como solista titulado Me quedo sola. Mientras tanto Mario inició una nueva banda junto a la cantante Susy Ortiz, el 31 de agosto de 2009, se lanzó al mercado su álbum debut de estudio titulado Lo que siempre soñamos ser. Lanzaron sencillos como «A quien tú decidiste amar» y «Loco extraño». El disco logró la certificación disco de oro en México y realizaron una gira de conciertos por toda la República Mexicana.

## Integrantes
Formación
- Paty Cantú – Voz (1996-2007)
- Mario Sandoval − Voz, Guitarra (1996-2007)

Línea de tiempo

## Discografía
Álbumes de estudio
- 2004: LU
- 2006: Álbum

## Giras
Giras musicales
- 2004: LU tour
- 2006: Álbum tour

## Videografía
Vídeos musicales
| Año  | Canción                 | Otro Artista(s) | Álbum |
| ---- | ----------------------- | --------------- | ----- |
| 2004 | «Duele»                 | Ninguno         | LU    |
| 2004 | «Una confusión»         | Ninguno         | LU    |
| 2004 | «Por besarte»           | Ninguno         | LU    |
| 2005 | «Será»                  | Ninguno         | LU    |
| 2006 | «La vida después de ti» | Ninguno         | Álbum |
| 2007 | «Si tú me quisieras»    | Ninguno         | Álbum |

## Premios y nominaciones
Nominaciones
| Año  | Entrega            | Categoría                | Nominación | Resultado | Ref.  |
| ---- | ------------------ | ------------------------ | ---------- | --------- | ----- |
| 2004 | Premios MTV        | Mejor artista nuevo      | LU         | Nominado  | [ 7 ] |
| 2006 | Premios Lo Nuestro | Grupo revelación del año | LU         | Nominado  | [ 8 ] |